# Tomasso Antonio Ingegneri
Tomasso Antonio Ingegneri (Bolonya, 1671-1726) fou un teòleg i compositor italià.
Vestí l'hàbit franciscà el 1691. Estudià teologia, en la qual fou un excel·lent expositor i n'assolí la dignitat de mestre. També es dedicà a la música. Entre les seves obres es conserven uns inspiradíssims salms vespertins per a totes les festes de l'any, a doble cor concertat. Aquesta obra fou impresa a Bolonya el 1719 en la tipografia dels germans Peri, Ad Signum S. Angeli Custodis.
Se'n coneix un oratori La decollazione di S. Giovanni Battista.